# BS10スターチャンネル
BS10スターチャンネル（ビーエステンスターチャンネル、BS10 STAR CHANNEL）は、日本の映画専門チャンネル。2024年7月31日まで放送事業者株式会社スター・チャンネル（英: STAR CHANNEL, INC.）による「スターチャンネル」として運営されていたが、同年8月1日以降は株式会社ジャパネットブロードキャスティングが運営するチャンネルとなり、2025年1月10日より同社運営のBSJapanext（現・BS10）と統合したのにあわせて、現在のチャンネル名に改称した。
本記事ではチャンネルとしての「スター・チャンネル→スターチャンネル→BS10スターチャンネル」及び、旧運営会社の「株式会社スター・チャンネル」について扱う。後述の沿革の通り、2013年6月以前はチャンネル名が会社名と同一の「スター・チャンネル」だったが、同年7月にチャンネル名から中黒（「・」）を除去した「スターチャンネル」に変更されている。

## 概要
1986年3月20日、東北新社が中心となり設立。その後、同業他社のチャンネル統合によりUIP PAY-TV、伊藤忠商事（ジャパン・メディア・ブロードキャスティング）、ソニー、ニューズ・コーポレーション（スカイムービーズ）などが経営参加している。
2024年6月1日現在、衛星基幹放送事業者として自らスカパー!（BSデジタル放送）で放送を行っている他、スカパー!プレミアムサービス（ハイビジョン放送。衛星一般放送事業者は、スカパー・ブロードキャスティング）や、全国のケーブルテレビ局に供給を行っている。かつては衛星一般放送事業者として自らスカパー!プレミアムサービス（標準画質）でも放送を行っていたが、2013年1月31日をもって放送を終了している。
日本初となるケーブルテレビ向けの番組供給事業を行った「スター・チャンネル」等をはじめ、3つのチャンネルを運営している。
2008年8月1日、245億円の累積損失の一掃のため新旧分離を実施。旧社の主要株主であった東北新社、伊藤忠商事、ソニー（旧ソニー・放送メディア（1998年 - 2009年）、ソニー・ピクチャーズ テレビジョン・ジャパン（1998年 - 2001年）、ソニー・ピクチャーズエンタテインメント（放送事業（2001年 - 2024年））を通じて出資）、ニューズ コーポレーション ジャパンの4社により事業・免許を引き継ぐ新会社を新設分割により設立。
2023年3月31日時点で、会社情報の株主欄には東北新社が掲載されており、総務省のWebサイトには東北新社の議決権比率が100%と掲載されていることから、2015年6月に株主25%の21世紀フォックス（旧ニューズ・コーポレーション）、2019年5月に株主25%のソニーと株主25%のうち10%の伊藤忠商事、2023年3月に株主15%の伊藤忠商事から東北新社に株式が譲渡されたとみられる。
2024年6月1日付で、東北新社が保有する全株式がジャパネットホールディングス傘下のジャパネットブロードキャスティングに譲渡され、スター・チャンネルはジャパネットブロードキャスティングの完全子会社となった。同年8月1日、株式会社ジャパネットブロードキャスティングが株式会社スター・チャンネルを吸収合併。
2024年8月22日、翌2025年（後に同年1月10日と発表）から、BSにおける放送をジャパネットブロードキャスティングの無料チャンネル「BSJapanext」と融合させ、チャンネル名も「BS10（ビーエステン）スターチャンネル」に改称することを発表した。新たに公開されたWebサイト によると、新放送局の有料チャンネル（第2チャンネル・論理チャンネル番号は201ch）としての運営となり、リモコンのチャンネルボタン「10」を押して無料チャンネル（第1チャンネル）を映した後、選局ボタンの「＋」や「⋀」（メーカーによって異なる）を押して視聴する形に変更されている。新チャンネルへの移行後はウォルト・ディズニー・カンパニーや20世紀スタジオ作品を含む日本語吹替の比率がこれまでの3割から7割に増加し、Web及びアプリ『つながるジャパネット』で見たい映画と吹替版を聞きたい声優のリクエストを募りチャンネルオリジナルの吹替版を製作、放送される。
前述の新録プロジェクトは、2025年1月10日のチャンネル名改称・番号移転後から放送を開始し、第一弾はアマンダ・サイフリッドを折井あゆみが吹き替えた「TIME」、第二弾は山寺宏一がジム・キャリーの実質的デビュー作を吹き替えた「エース・ベンチュラ」の新録版を放送される。また、これとは別に俳優の舘ひろしが映画評論家の伊藤さとりと共に毎週映画の魅力を伝える番組「舘ひろし シネマラウンジ」を毎週土曜18時（初回のみ：同年1月18日17時30分）にBS10と同時放送される。
スターチャンネルとしての最終日である1月9日は23時45分を以って放送を終了し、翌10日9時より「BS10スターチャンネル」として放送を開始。

## 沿革
- 1986年
  - 3月20日 - 株式会社スター・チャンネル設立[2]。
  - 7月1日 - テープネットによりケーブルテレビやホテル向けに番組を配信開始。供給開始第1号は上田ケーブルビジョン（長野県上田市）だった[2]。
- 1989年9月1日 - 通信衛星SUPERBIRDを使い、衛星による番組供給を開始。
- 1992年4月23日 - スカイポートTVをプラットフォームとしてCSアナログ放送を開始。
- 1997年5月1日 - パーフェクTV!（後のスカパー!プレミアムサービス（標準画質））をプラットフォームとしてCSデジタル放送を開始。
- 1998年
  - 1月1日 - ディレクTVをプラットフォームとしてCSデジタル放送を開始。
  - 6月1日 - スカパー!にて「スター・チャンネル2」、「スター・チャンネル3」放送開始。
  - 8月27日 - ジャパン・メディア・ブロードキャスティング[注 1] を吸収合併。
  - 9月30日 - スカイポートTVのサービス終了に伴い、放送を終了。
- 2000年
  - 9月30日 - ディレクTVのサービス終了に伴い、放送を終了。
  - 12月1日 - BSデジタル放送「スター・チャンネルBS」（Ch.BS200・BS-15ch）放送開始。
- 2001年
  - 7月1日 - スカイムービーズ[注 2] と経営統合。
  - 11月1日 - 「スター・チャンネル2」を「スター・チャンネル プラス」、「スター・チャンネル3」を「スター・チャンネル名画座」にチャンネル名変更。
- 2002年10月25日 - ハリウッドムービーズを委託放送事業者としてスカイパーフェクTV!2（現・スカパー!）で「スター・チャンネル プラス」、「スター・チャンネル名画座」の放送を開始。
- 2003年9月1日 - 「スター・チャンネル 名画座」を「スター・チャンネル クラシック」にチャンネル名変更。
- 2004年
  - 4月1日 - 「スター・チャンネルBS」の料金収受業務をスカイパーフェクト・コミュニケーションズ（現・スカパーJSAT）に委託。
  - 9月1日 - スカイパーフェクTV!110（現・スカパー!、当時Ch.888）で「スター・チャンネル ハイビジョン」の放送を開始[注 3]。代わりに「スター・チャンネル プラス」が放送終了。
  - 11月1日 - 「スター・チャンネル ハイビジョン」で5.1chサラウンド放送を開始。
- 2005年11月1日 - 「スター・チャンネル プラス」の内容を日本語吹替え専門チャンネルに変更。
- 2007年
  - 2月6日 - 「スター・チャンネル ハイビジョン」のチャンネルをCh.233に変更。
  - 11月26日 - 「スター・チャンネルBS」の物理チャンネルをBS-15chからBS-9ch[注 4] に移行。移行後は全ての番組がハイビジョン制作に。
  - 11月30日 - e2 by スカパー!（現・スカパー!）の「スター・チャンネル ハイビジョン」がBSへ移行により放送終了。
  - 12月1日 - 「スター・チャンネルBS」のチャンネル名称を「スター・チャンネル ハイビジョン」に変更。マルチチャンネルエンターテイメントを委託放送事業者としてe2 by スカパー!で「スター・チャンネル プラス」（Ch.237）の放送を再開。
- 2008年
  - 8月1日 - 会社分割（新設分割）により、（新）スター・チャンネル設立。旧社は「株式会社エス・チャンネル」に商号変更の上、2009年3月23日清算結了。
  - 10月1日 - スカパー・ブロードキャスティングを電気通信役務利用放送事業者としてスカパー!HD（現・スカパー!プレミアムサービス）で「スター・チャンネル ハイビジョン」放送開始。
- 2009年
  - 6月10日 - 2011年1月1日以降に開始される新しいBSデジタル放送において、HDTV2番組・26スロット分を認定することが総務省より発表[13]。「スター・チャンネル プラス」、「スター・チャンネル クラシック」が110度CSからBSデジタルに移行[14]。
  - 10月1日 - スカパー!HDで「スター・チャンネル クラシック ハイビジョン」放送開始。
- 2010年12月1日 - スカパー!HDで「スター・チャンネル プラス ハイビジョン」放送開始。
  - これに先立ち、2010年11月1日にチャンネル番号の調整が行われ、スカパー!HDの「スター・チャンネル ハイビジョン」のチャンネル番号を変更（Ch.626→625）。
- 2011年10月1日 - 午前6時40分、BSデジタル放送でハイビジョン2チャンネルが放送開始。これに伴い、チャンネル名を「スター・チャンネル」・「スター・チャンネル ハイビジョン」は「スター・チャンネル1」、「スター・チャンネル プラス」は「スター・チャンネル2」、「スター・チャンネル クラシック」は「スター・チャンネル3」に変更[15]。この際、吹替専門チャンネルは「スター・チャンネル プラス」（現「2」）から「スター・チャンネル3」（旧「クラシック」）に継承されている。
- 2013年
  - 1月31日 - スカパー!プレミアムサービス（標準画質）での放送を終了。
  - 7月1日 - チャンネル名を「スター・チャンネル」から「・」無しの「スターチャンネル」に変更。
- 2015年12月21日 - HBOの番組を最速で独占放送する契約を締結
- 2016年
  - 4月25日 - HBO製作の『ゲーム・オブ・スローンズ』シーズン6をアメリカ東海岸と同時世界最速放送開始
  - 7月1日 - チャンネル名を「スターチャンネル1」は「スターチャンネル1 プレミアム」、「スターチャンネル2」は「スターチャンネル2 セレクト」、「スターチャンネル3」は「スターチャンネル3 吹替専門」に変更。
  - 12月1日 - スカパー!プレミアムサービスの衛星一般放送事業者が、同サービスの全テレビチャンネル一斉にスカパー・ブロードキャスティング（SPBC）からスカパー・エンターテイメント（SPET）に変更。
- 2018年
  - 4月1日 - チャンネル名称が「スターチャンネル1 プレミアム」は「スターチャンネル1」、「スターチャンネル2 セレクト」は「スターチャンネル2」、「スターチャンネル3 吹替専門」は「スターチャンネル3」に戻される。
  - 5月28日 - 同年12月の4K8K本放送開始に伴うBSチャンネル再編により、スターチャンネル2とスターチャンネル3のBS放送における物理チャンネルをBS-7chからBS-15chに移動、スターチャンネル1はBS-9chのまま変更なし。
  - 9月20日 - Amazon Prime Videoチャンネルにて「スターチャンネルEX -DRAMA & CLASSICS-」を開始[16]。
  - 12月1日 - 新4K8K衛星放送の有料4Kチャンネルとして東経110度CS（左旋）にて、「スターチャンネル 4K」（CS Ch.4K 881）を開局。衛星基幹放送事業者であるSPETへの番組供給扱いのため、後に発生する同日開局の「ザ・シネマ 4K」を巡るトラブルは回避することが出来た。
- 2020年11月30日 - BS放送での「スターチャンネル1」、「スターチャンネル2」、「スターチャンネル3」のスロットが各12スロットに縮減[17]。
- 2021年
  - 9月8日 - 動画配信サービスのDisney+において、新ブランドであるスターを開始するのに伴い、ウォルト・ディズニー・ジャパンとの間でブランド・ライセンス契約を締結。これにより、スターチャンネルにおいて、ウォルト・ディズニー・カンパニーや20世紀スタジオ作品の放映が出来るようになった[注 5][18]。
  - 11月24日 - 定額制動画配信サービス「スターチャンネルEX」を開始[19]。
- 2023年3月31日 - 自社による「スターチャンネルEX」を終了し、配信をAmazon Prime Videoチャンネル「スターチャンネルEX -DRAMA & CLASSICS-」に一本化[20]。
- 2024年
  - 3月31日 - 「スターチャンネル 4K」（CS Ch.4K 881）の放送を終了[21][22]。
  - 5月31日 - 「スターチャンネル2」、「スターチャンネル3」の放送を終了[23]。
  - 6月1日 - 株式譲渡に伴いジャパネットブロードキャスティングの子会社となる[3][4]。チャンネル名を「スターチャンネル1」は「スターチャンネル」に変更し、BS放送での物理チャンネルはBS-15chに戻った。
  - 8月1日 - 株式会社ジャパネットブロードキャスティングが株式会社スター・チャンネルを吸収合併[5][6]。
- 2025年1月10日 - BSでの放送を、BSJapanextとの統合によりチャンネル名を「BS10スターチャンネル」に改称・同時にチャンネル番号を変更（BS Ch.200→201）[7][8]。

## チャンネル内訳
全ての作品においてノーカットでの放映を行っており、CMも挿入されない。毎日6時を起点とする24時間放送を行っている（メンテナンスによる放送休止がある日は除く）。
HBOをメインに『ゲーム・オブ・スローンズ』などの海外ドラマも数多く放送しているが、2021年にU-NEXTがHBOとの独占契約を結んだことに伴い、『ゲーム・オブ・スローンズ』の続編である『ハウス・オブ・ザ・ドラゴン』や、かつて独占放送していた『TRUE DETECTIVE』の最新シーズンなど、HBO作品の独占公開権を失った。
BSデジタル放送の論理チャンネル枠は、テレビ放送が「20x」、データ放送が「80x」。テレビ放送のリモコンキーIDは「10」。放送開始以来スカパー!のプラットフォームに属している全ての2Kチャンネルで唯一リモコンキーIDが割り当てられている。BS4K放送でのリモコンキーID「10」は同じ東北新社の「ザ・シネマ 4K」 に割り当てられ、東経110度CS放送の「スターチャンネル 4K」 へのリモコンキーIDの割り当てはない。
2024年5月までは特徴の異なる3つのチャンネルを運営しており、放送される作品数は月270本に及んだ。2013年6月までは各チャンネルにテーマカラーが設定されていたが、同様にBSで3つのチャンネルを運営するWOWOWとは異なり、データ放送を利用して色ボタンで切り替えることはできなかった。
不定期で主に番組宣伝の無料放送を実施しているが、2014年4月1日から、スターチャンネル1（BS200）において、毎週土曜・日曜の日中から夜間に無料放送を定時で行っている。
J:COM（一部の地域を除く）およびイッツコムでは、VODによるサービス「スター・チャンネル オン デマンド」を実施している。
| チャンネル名         | スカパー! プレミアムサービス （光を含む） | スカパー!   | ひかりTV  | J:COM     | J:COM以外のCATV | 備考 |
| -------------------- | ----------------------------------------- | ----------- | --------- | --------- | --------------- | ---- |
| BS10スターチャンネル | 625（HD）                                 | BS201（HD） | 280（HD） | 195（HD） | BS201（HD）     |      |

| チャンネル名     | スカパー! プレミアムサービス （光を含む） | スカパー!   | ひかりTV  | J:COM     | J:COM以外のCATV | 備考 |
| ---------------- | ----------------------------------------- | ----------- | --------- | --------- | --------------- | ---- |
| スターチャンネル | 625（HD）                                 | BS200（HD） | 280（HD） | 195（HD） | BS200（HD）     |      |

| チャンネル名        | スカパー! プレミアムサービス （光を含む） | スカパー!   | ひかりTV  | J:COM     | J:COM以外のCATV | 備考                                                 |
| ------------------- | ----------------------------------------- | ----------- | --------- | --------- | --------------- | ---------------------------------------------------- |
| スターチャンネル1   | 625（HD）                                 | BS200（HD） | 280（HD） | 195（HD） | BS200（HD）     | メインサービス                                       |
| スターチャンネル2   | 626（HD）                                 | BS201（HD） | 281（HD） | 196（HD） | BS201（HD）     | 特定の出演者やシリーズにちなんだ「特集」を中心に編成 |
| スターチャンネル3   | 627（HD）                                 | BS202（HD） | 282（HD） | 197（HD） | BS202（HD）     | 日本語吹き替え版を放映                               |
| スターチャンネル 4K | -                                         | 4K881（4K） | -         | -         | -               | 2018年12月から2024年3月まで放送                      |

| チャンネル名                    | スカパー! SD | スカパー! HD | スカパー! e2  | ひかり TV | eo光 テレビ | J:COM     | JCN         | 備考                   |
| ------------------------------- | ------------ | ------------ | ------------- | --------- | ----------- | --------- | ----------- | ---------------------- |
| スター・チャンネル              | 315          | -            | -             | 230       | -           | -         | 933         |                        |
| スター・チャンネル ハイビジョン | -            | 625（HD）    | BS200（HD）   | 280（HD） | BS200（HD） | 453（HD） | BS200（HD） |                        |
| スター・チャンネル プラス       | 316          | 626（HD）    | 237           | 231       | 316         | 454       | 934         | 日本語吹き替え版を放映 |
| スター・チャンネル クラシック   | 317          | 627（HD）    | 238（SD16:9） | 232       | 317         | 455       | 935         | 過去の名作を中心に放送 |

備考
かつての「スター・チャンネル」は基本的に「スター・チャンネル ハイビジョン」と同内容だったが、深夜に成人向けの作品を放映する『ピーチ・タイム』という番組枠を設けていた。
2007年11月30日までは、スカパー!において「スター・チャンネル」、スカパー!110（当時）において「スター・チャンネルBS」と「スター・チャンネル ハイビジョン」が別編成で同時に放送されてきたためか、両者は別チャンネルの扱いとなっていた（「スター・チャンネル1」になってからは統一された）。
一方、「スター・チャンネル クラシック」（後の「3」）は2009年10月1日より、「スター・チャンネル プラス」（後の「2」）は2010年12月1日より、それぞれハイビジョン放送を開始したが、こちらは放送開始時からBSとの同時放送扱いとなっている。
かつては「スター・チャンネル」を含むセットと「スター・チャンネル ハイビジョン」を含むセットではセットの名称が異なっていた（前者は「スター・チャンネル マルチプレックス」、後者は「スター・チャンネル プレミア3」）。

### BS/東経110度CSデジタル放送の経緯
2000年12月1日にBS-200ch.で「スター・チャンネルBS」として開局。標準画質だが順次走査の480pで放送され、5.1chサラウンドステレオ放送も実施。番組によっては画面比16:9のフルサイズで放映されていた。（番組案内などは480i）
2004年9月1日には、東経110度CSデジタル放送のスカイパーフェクTV!110（当時）で、CS放送としては初の24時間高画質ハイビジョン（映画フィルムからHD解像度で放送用VTRテープを作成し、そのテープで放送を行う）チャンネルとなる「スター・チャンネル ハイビジョン」の放送を開始。
2007年12月1日には、NHK BSアナログハイビジョンの放送終了により、空いた周波数帯域を利用して、これまでのスター・チャンネルBSからスター・チャンネル ハイビジョンにリニューアル。この準備として、2005年9月13日までにBSデジタル放送に係る委託放送業務の認定を総務省に申請し、同年12月に正式に認定。
チャンネル名を変更する1週間前・2007年11月25日は23時30分をもって放送休止に入り、翌11月26日9時までがメンテナンスタイムに充てられた。メンテナンスでは物理チャンネルの変更（BS-15ch→BS-9ch）と帯域の増加（6スロット→15スロット）が施され、放送休止明け以降は番組間の番組案内の大半を除きハイビジョン放送（1080i）が行われるようになった。
リニューアルに伴い、CS側での放送は2007年11月30日23時50分をもって終了。翌日（12月1日7時50分）より吹き替え専門チャンネルとして「スター・チャンネル プラス」の放送を再開。
2008年10月1日からはこの日にサービスを開始したスカパー!HDでも放送を行っている。
2011年10月1日、ハイビジョン3チャンネル放送開始に伴うチャンネル改編により、従来からの標準画質放送の「スター・チャンネル」と統合し、「スター・チャンネル1」となった。
スカパー!プレミアムサービス光の加入世帯においてBSアップコンバーターを使用している場合は、周波数帯域の都合により「スターチャンネル1」（スカパー!Ch.BS200）を視聴することができない（コンバーターを介さない場合は視聴可能。2010年5月1日よりHD放送も実施）。
2018年12月1日、東経110度CS放送 (左旋円偏波)で4K画質放送の「スターチャンネル 4K」を開始、2024年3月31日まで放送。
2020年11月、BSデジタル放送の新規事業者参入などに伴う帯域再編により、本チャンネルが保有している帯域（スロット）の一部が返上されたが、これを巡り、本チャンネルの運営会社である東北新社の社員である内閣総理大臣菅義偉の長男が総務省の幹部と違法接待していた疑いが2021年2月に週刊文春から報じられ問題となる。

## その他の特記事項
- 一部の作品では、冒頭に映倫規定に基づいたレイティング（対象年齢指定）の表示が行われる。ただし、スター・チャンネル側の方針により、指定を受けていない作品でも「PG-12指定相当」（『殺しのドレス』など）または「R-15指定相当」（『山猫は眠らない〜決別の照準〜』など）と表示されることがある。
- 番組間には、随時無料放送のミニ番組が放映されているほか、深夜から早朝にかけての試験電波発射中もスクランブル信号はかけられていない。不定期に一日無料放送を行うこともある。ただし、ケーブルテレビ経由の場合では受信機のシステム上の理由などにより、無料放送でも視聴できない場合がある。
- 各チャンネルの1か月分の番組表『スターチャンネル プログラムガイド』[注 9] を発行している。購読は有料で、1年単位の契約となる。
- 日本で映画館興行されなかった洋画作品を2016年9月2日より『シアターX』として、2018年3月30日までは金曜日21時に、同年4月7日以降は土曜日23時頃に放映している。
- 新聞での番組表の扱いについて

全国紙では、BS放送開始当初に「スター・チャンネルBS」のみを取り上げていた名残で、「スターチャンネル1」のみを掲載している新聞が多い。朝日新聞は2022年10月31日までは「スターチャンネル1」のほか「スターチャンネル2」も掲載されていたが同日のBSスカパー!の放送終了を受け「スターチャンネル2」も掲載を終了し翌日11月1日より新たにBSJapanext、BS松竹東急を掲載した。
地方紙では、地元のケーブルテレビ向けの番組表スペースを利用して3チャンネル分がまとめて掲載されている場合もあれば、一切掲載されていない場合もある。中日新聞社発行の中日新聞・東京新聞及び北陸中日新聞はBSスカパー!の放送終了を受け同局に加え「スターチャンネル1」、「スターチャンネル2」の朝刊における掲載を2022年10月31日に終了し翌日11月1日より新たにBSJapanext、BS松竹東急、CS放送の時代劇専門チャンネルを新たに掲載した。
スポーツ紙においても、サンケイスポーツ（大阪版）やデイリースポーツなどでは掲載されていない。

## BS10スターチャンネルEX
BS10スターチャンネルの定額制動画配信サービス。
BS10スターチャンネルが厳選する映画及び最新海外ドラマのオンデマンド配信に加え、独自編成のライブ配信や作品解説も編成。
2018年9月20日、Amazon Prime Videoチャンネルにて「スターチャンネルEX -DRAMA & CLASSICS-」として開始され、2021年11月24日からは自社ホームページ及びアプリにて「スターチャンネルEX」を開始。
2023年3月31日を最後に自社による「スターチャンネルEX」を終了し、Amazon Prime Videoチャンネルに一本化。

## STAR CHANNEL MOVIES
2016年7月1日より始まった『STAR CHANNEL MOVIES』はBS10スターチャンネルの映画レーベルである。劇場公開後にBS10スターチャンネルで放送される。

### 作品一覧
- 恋するリベラーチェ（2013年11月1日）
- ミニスキュル 〜森の小さな仲間たち〜（2014年10月18日）
- 悪党に粛清を（2015年6月27日）
- 映画 ひつじのショーン 〜バック・トゥ・ザ・ホーム〜（2015年7月4日）
- ふたつの名前を持つ少年（2015年8月15日）
- 千年医師物語〜ペルシアの彼方へ〜（2016年1月16日）
- ハリウッドがひれ伏した銀行マン（2016年7月16日）
- トランボ ハリウッドに最も嫌われた男（2016年7月22日）
- 栄光のランナー/1936ベルリン（2016年8月11日）
- イングリッド・バーグマン 〜愛に生きた女優〜（2016年8月27日）
- 五日物語 -3つの王国と3人の女-（2016年11月25日）
- こころに剣士を（2016年12月24日）
- ショコラ 〜君がいて、僕がいる〜（2017年1月21日）
- 赤毛のアン（2015）（2017年5月6日）
- パーソナル・ショッパー（2017年5月12日）
- ゴールド/金塊の行方（2017年6月1日）
- ある決闘 セントヘレナの掟（2017年6月10日）
- ボンジュール、アン（2017年7月7日）
- 少女ファニーと運命の旅（2017年8月11日）
- ネルーダ 大いなる愛の逃亡者（2017年11月11日）
- ローガン・ラッキー（2017年11月18日）
- The Beguiled/ビガイルド 欲望のめざめ（2018年2月23日）
- あなたの旅立ち、綴ります（2018年2月24日）
- ラブレス（2017）（2018年4月7日）
- ロンドン、人生はじめます（2018年4月21日）
- サバービコン 仮面を被った街（2018年5月4日）
- 追想（2017）（2018年8月10日）
- 赤毛のアン 初恋（2018年10月5日）
- ライ麦畑で出会ったら（2018年10月27日）
- 赤毛のアン 卒業（2018年11月2日）
- エリック・クラプトン 〜12小節の人生〜（2018年11月23日）
- Merry Christmas! 〜ロンドンに奇跡を起こした男〜（2018年11月30日）
- ホイットニー 〜オールウェイズ・ラヴ・ユー〜（2019年1月4日）
- マイ・ジェネレーション ロンドンをぶっとばせ!（2019年1月5日）
- ちいさな独裁者（2019年2月8日）
- サッドヒルを掘り返せ（2019年3月8日）
- コレット（2019年5月17日）
- クローゼットに閉じこめられた僕の奇想天外な旅（2019年6月7日）
- Girl/ガール（2019年7月5日）
- アポロ11 完全版（2019年7月19日）
- 荒野の誓い（2019年9月6日）
- グレタ GRETA（2019年11月8日）
- 映画 ひつじのショーン UFOフィーバー!（2019年12月13日）
- レ・ミゼラブル（2019）（2020年2月28日）
- チャイルド・イン・タイム（2020年2月29日）
- ファヒム パリが見た奇跡（2020年8月14日）
- オフィシャル・シークレット（2020年8月28日）
- ソニア ナチスの女スパイ（2020年9月11日）
- 君は愛にふさわしい（2020年9月24日）
- オン・ザ・ロック（2020年10月2日）
- 家なき子 希望の歌声（2020年11月20日）
- ハッピー・バースデー 家族のいる時間（2021年1月8日）
- ベルリン・アレクサンダープラッツ（2021年5月20日）
- 47歳 人生のステータス（2021年6月11日）
- アウシュヴィッツ・レポート（2021年7月30日）
- ホロコーストの罪人（2021年8月27日）
- Our Friend/アワー・フレンド（2021年10月15日）
- 悪なき殺人（2021年12月3日）
- サンダーバード55/GOGO（2022年1月7日）
- マヤの秘密（2022年2月18日）
- オードリー・ヘプバーン（2022年5月6日）
- エリザベス 女王陛下の微笑み（2022年6月17日）
- プリンセス・ダイアナ（2022年9月30日）
- スペンサー ダイアナの決意（2022年10月14日）
- ビー・ジーズ 栄光の軌跡（2022年11月25日）
- ノートルダム 炎の大聖堂（2023年4月7日）
- 探偵マーロウ（2023年6月16日）
- CLOSE/クロース（2023年7月14日）
- クライムズ・オブ・ザ・フューチャー（2023年8月18日）
- リバイバル69 〜伝説のロックフェス〜（2023年10月6日）
- JFK/新証言 知られざる陰謀【劇場版】（2023年11月17日）
- 12日の殺人（2024年3月15日）
- バティモン5 望まれざる者（2024年5月24日）
- お隣さんはヒトラー?（2024年7月26日）[注 10]